# François d'Orcival
Amaury de Chaunac-Lanzac (Aurignac, 11 de febrer de 1942), més conegut com François d'Orcival, és un periodista i assagista conservador francès. És el president del comitè editorial a Valeurs Actuelles i membre de la junta directiva de l'editorial Valmonde.

## Biografia
Amaury de Chaunac-Lanzac va néixer l'11 de febrer de 1942 dins Aurignac, Alta-Garona. Amb 18 anys es va unir al moviment neofeixista Jeune Nation. Des dels seus inicis com a activista polític, va fer servir el malnom de François d'Orcival. El 1960, fou un dels membres fundadors de la Federació d'Estudiants Nacionalistes (FEN). Va donar suport a l'Organització armée secrète i va ser arrestat el 1962, sent empresonat durant quatre setmanes. D'Orcival fou editor en cap del magazin del FEN, Les Cahiers universitaires, des de 1961 a 1967. Entre 1963 i 1966, també va escriure pels magazins ultradretans Défense de l'Occident, dirigit per Maurice Bardèche, i Europe-Action, editat per Dominique Venner i Alain de Benoist.
El juliol de 1966, d'Orcival es va unir a Valeurs Actuelles i més tard a Le Spectacle du Monde, tots dos editats per Raymond Bourgine. També va escriure per Le Nouveau Journal. Mentre, va ser implicat en la creació del Moviment Nacionalista de Progrés (MNP). d'Orcival es va tornar a unir a Valeurs Actuelles el 1968, i el 1970 va cofundar la revista GRECE amb antics membres el magazín Nouvelle École. L'any següent, esdevenia editor en cap de Valeurs Actuelles i va estar implicat, amb Louis Pauwels, en la creació de Le Figaro Magazine el 1977–1978. Des de 1984, d'Orcival va treballar com a director de publicació a Valeurs Actuelles.
El 1998, va ser elegit president del Syndicat Professionnel de la Presse Magazine et d'Opinion (SPPMO), una organització que inclou– a més de Valeurs Actuelles – Le Nouvel Observateur, Le Canard enchaîné, Télérama o L'Humanité hebdo. El 2004, va ser elegit president del Fédération Nationale de la Presse Française (FNPF). Des de 2006, d'Orcival també ha treballat com un editorialista a Le Figaro Magazín.
El 23 de juny de 2008, d'Orcival va ser nomenat membre de l'Académie des Ciències Morales et Politiques, després de la mort d'Henri Amouroux. És un catòlic socialment conservador.